# Wieczoryszki
Wieczoryszki (lit. Vakariškės) − wieś na Litwie, w gminie rejonowej Soleczniki, 10 km na zachód od Jaszunów, zamieszkana przez 46 ludzi. Przed II wojną światową w Polsce, w powiecie wileńsko-trockim województwa wileńskiego.